# С-99
С-99 — средняя подводная лодка, построенная в СССР в 1951—1958 годах по проекту 617, одна из немногих подводных лодок, и единственная советская, на которой классическая дизель-электрическая схема была дополнена парогазотурбинной установкой для подводного хода со скоростями от 10 до 20 узлов.

## История строительства
После окончания Второй мировой войны немецкие наработки по созданию подводных лодок с парогазотурбинными установками были разделены между союзниками. СССР получил материалы из конструкторского бюро «Глюкауф», занимавшегося разработкой проектов подлодок. В 1946 году в ЦКБ-18 была выполнена проработка проекта 616, основанного на немецком проекте серии XXVI. Скорость хода (19 узлов) и запас плавучести (10 %) были признаны недостаточными, однако в целом проект оценивался специалистами очень высоко.
В 1947 году было принято решение о создании на территории Германии особого КБ, с целью восстановления проекта энергетической парогазотурбинной установки системы Гельмута Вальтера. Одновременно в ЦКБ-18 началась разработка проекта 617 с ПГТУ, собранной из трофейных механизмов. Недостающие части планировалось создать силами советской промышленности. Для глубокой разработки проекта было создано специальное КБ СКБ-143 под руководством А. А. Антипина. Экспериментальные исследования проходили в специально переоборудованных цехах завода № 196 «Судомех».
В одном из приказов Министра судостроительной промышленности в марте 1949 года говорилось:
Совет Министров СССР признал необходимым и считает важнейшей задачей Министерства судостроительной промышленности и Министерства Вооружённых Сил создание скоростных ПЛ на основе использования новых энергетических установок.
Техническая документация была выпущена в 1951 году, 5 февраля на заводе № 196 было начато строительство подводной лодки с заводским номером 617 под руководством главного строителя Ф. И. Майорова, которого в дальнейшем заменил Е. С. Богданов. Ровно через год после закладки, 5 февраля 1952 года, состоялся спуск на воду. Летом 1952 года были начаты заводские испытания корабля, продолжавшиеся почти три года и сопровождавшиеся неполадками во вспомогательных системах и их устранением в корабельных условиях. Командиром корабля был Н. Г. Симонов. В 1954 году, после ухода А. А. Антипина на пенсию, главным конструктором проекта стал С. Н. Ковалёв. Комиссия по государственной приёмке начала работу в апреле 1955 года. В мае 1956 года лодка вошла в состав флота под обозначением C-99.

## Конструкция

### Корпус
Корпус лодки создавался максимально обтекаемым для улучшения ходовых качеств. Обводы кормовой части спроектированы аналогично немецкому проекту XXVI, количество выступающих частей было минимизировано.
Лодка имела двухкорпусную конструкцию, запас плавучести составлял 28 %. С учётом разделения прочного корпуса на 6 отсеков была обеспечена плавучесть лодки при затоплении любого отсека прочного корпуса. От немецкого проекта были позаимствованы: устройство шноркеля, система продувки цистерн главного балласта в позиционном положении выхлопными газами дизеля, развитая система гидравлического оборудования вместо пневматики, были установлены дизель-компрессоры для пополнения запасов воздуха высокого давления.

### Компоновка по отсекам
- 1 отсек — торпедный, 6 торпедных аппаратов и 6 запасных торпед.
- 2 отсек — аккумуляторный. Аккумуляторная батарея типа 26 СУ из 112 элементов, каюты экипажа.
- 3 отсек — отсек-убежище со сферическими переборками. Командный пост, каюта командира, провизия, системы гидравлики.
- 4 отсек — дизель главного хода, пост управления ПГТУ, дизель-генератор и вспомогательные механизмы.
- 5 отсек — турбинный. Герметичный необитаемый отсек. В нём располагалась ПГТУ и потому здесь часто возникали возгорания, вызванные протечками пероксида водорода.
- 6 отсек — кормовой. В нём располагался электродвигатель ПГ-105 (200 л.с.) для экономичного хода в надводном положении.

### Силовая установка
Принцип работы парогазтурбинной установки был основан на цикле турбины Г. Вальтера: высококонцентрированный пероксид водорода разлагался на воду и кислород. Кислород поступал в камеру сгорания, затем туда впрыскивалось специальное топливо и пресная вода. Образовавшаяся парогазовая смесь под высокими давлением и температурой вращала турбину. В завершение цикла продукты сгорания охлаждались, ненужную углекислоту удаляли за борт, а вода направлялась на очередной рабочий цикл. Так как для удаления углекислоты приходилось преодолевать полное забортное давление, то парогазовая турбина была рассчитана на длительную работу на глубинах только до 120 метров, а на 160 метрах могла работать лишь кратковременно, не более 5 минут. Впоследствии именно при испытаниях работы турбины на различных глубинах произошла авария, завершившая карьеру корабля.

### Вооружение
Лодка была вооружена шестью носовыми торпедными аппаратами калибра 533 мм с боезапасом в 12 торпед. От установки на лодке артиллерийского вооружения по аналогии с другими проектами того времени отказались с целью минимизации сопротивления при движении подводным ходом.
Радиоэлектронное оборудование лодки, её средства навигации, наблюдения и связи были аналогичным типовому оборудованию серийных ДПЛ проекта 611:
- радиолокационная станция «Флаг»,
- гидролокационная станция «Тамир-5 ЛС»,
- шумопеленгаторная станция «Марс — 24 КИГ»,
- радиоприёмники и передатчики различных диапазонов,
- стандартный перископ и перископ с неподвижным окуляром для наблюдения за горизонтом.

## Сравнительная оценка и значение проекта
В акте приёмки корабля были отмечены высокая скорость корабля и большая дальность плавания полным ходом. При ходовых испытаниях подводная долговременная скорость лодки достигла 20 узлов, что сделало лодку самой быстроходной в СССР. Однако при больших скоростях возникал сильный шум, демаскирующий лодку и препятствующий работе штатных гидроакустических средств. Решение впервые появившегося противоречия между скоростью и скрытностью было найдено гораздо позднее, при создании атомоходов второго и третьего поколений, а окончательно эта проблема не решена до сих пор.
Доктор технических наук, вице-адмирал В. Н. Буров писал:
И всё же, бесспорно, подводная лодка проекта 617 сыграла важную роль в подводном кораблестроении. Из-за высокой подводной скорости хода при проектировании и испытаниях этой лодки встретился ряд новых, сложных задач в области ходовых качеств, управляемости, устойчивости движения, которые были успешно решены. Эта лодка была определённым этапом в развитии скоростных подводных лодок, и в этом отношении — её особая ценность.
Военные Великобритании и США заполучили немецкие парогазотурбинные субмарины U-1406 и U-1407. Американцы не смогли отремонтировать U-1406 и списали её, а британцы отремонтировали турбину путём замены на новую трофейную, после чего провели испытания лодки, ввели её в строй под названием HMS Meteorite, и к 1956 году создали две экспериментальные парогазотурбинные субмарины S30 и S40 типа «Эксплорер». Они имели бо́льшую, чем у С-99 скорость подводного хода, до 25 узлов, но имели меньшее водоизмещение, около 1 000 т, и не имели вооружения.

### Другие проекты с ПГТУ
Параллельно с разработкой проекта 617 велись работы по более совершенным проектам лодок с ПГТУ: 617М, 635, 643, 647. Из них только проект 643 был доведён до конца, и даже получил хорошую реакцию от ВМФ, однако в производство проект не был отдан, в связи с началом активного строительства АПЛ первого поколения проекта 627.
- Проект 617М — аналогичен проекту 617, но с более современным радиоэлектронным вооружением и с увеличенным запасом перекиси водорода.
- Проект 647 — Проект 617М с улучшенными характеристиками парогазотурбинной установки, не был завершён.
- Проект 635 — двухвальная подводная лодка водоизмещением около 1600 тонн, несущая одновременно парогазотурбинную установку и воздухонезависимый двигатель экономичного хода. Был признан нереализуемым, работы были прекращены.
- Проект 643 — эволюционное развитие проекта 617, двухвальная подводная лодка с новыми дизельными двигателями и улучшенными ПГТУ, с глубиной погружения до 300 метров, серебряно-цинковыми батареями и повышенной автономностью. Проект был одобрен ВМФ, в строительство не пошёл из-за начала эры атомоходов.

## Эксплуатация
После входа С-99 в состав флота, она, тем не менее, осталась опытовой лодкой и была включена в состав Отдельной бригады учебных и ремонтирующихся ПЛ, базирующейся в Ломоносове. В период с 1956 по 1959 годы С-99 совершила 98 выходов в море, пройдя более 6 000 миль в надводном положении и около 800 миль под водой, в том числе 315 миль на тяге ПГТУ.
17 мая 1959 года лодка вышла на полигон вблизи Лиепаи для учебно-тренировочных запусков ПГТУ.
19 мая 1959 года были проведены успешные запуски ПГТУ на глубинах 40 и 60 м. При запуске ПГТУ на глубине 80 м произошёл мощный взрыв, лодка начала погружаться с дифферентом на корму. Командир, капитан 3 ранга В. П. Рябов, отдал приказ об экстренной продувке цистерн главного балласта. Погрузившись к тому времени до глубины 115 м, лодка начала всплытие. Во время аварии большой вклад в спасение корабля внёс командир БЧ-5 В. П. Карпов. В результате взрыва в корпусе лодки образовалась пробоина диаметром около 80 мм, С-99 без происшествий вернулась на базу. После расследования причиной аварии было признано взрывное разложение пероксида водорода, инициированное загрязнением внешнего клапана погрузочного трубопровода окалиной и примесями. При анализе аварии подтвердились заложенные при проектировании конструкционные принципы плавучести. По оценкам специалистов, подводную лодку немецкого проекта XXVI, который являлся прототипом С-99, при аналогичной аварии ждала бы неминуемая гибель.
Для устранения последствий аварии потребовался дорогостоящий ремонт с заменой ПГТУ, который был признан нецелесообразным.
3 августа 1961 года выведена из боевого состава, переклассифицирована в опытовую подводную лодку и передана ЦНИИ-138 ВМФ.
28 февраля 1964 года исключена из состава ВМФ в связи со сдачей в ОФИ для демонтажа и реализации.
15 мая 1964 года экипаж лодки расформирован. Впоследствии на Ленинградской базе «Главвторчермета» на Турухтанных островах лодка разделана на металл.

## Сноски и источники
1. 1 2 3  Власов, Виталий Петрович. Из истории создания пл с парогазовыми турбинами (2003). Дата обращения: 14 ноября 2007. Архивировано 10 июня 2015 года.
2. ↑  Марушин, Владимир. Академик, конструктор, живописец. «Военно-промышленный курьер» (март 2007). Дата обращения: 14 ноября 2007. Архивировано из оригинала 25 августа 2011 года.
3. ↑  Николаев, Андрей Станиславович. Проект 617 (NATO «Whale»). (февраль 2003). Дата обращения: 14 ноября 2007. Архивировано 22 марта 2007 года.
4. ↑  История предприятия (1941-1955 гг.). ФГУП “ЦКБ МТ “Рубин” (2003). Дата обращения: 18 ноября 2007. Архивировано 1 марта 2012 года.
5. ↑  Эта скорость в 25 узлов превосходит параметры немецкой скоростной лодки V80 и являлась рекордом для неатомных субмарин до появления USS Albacore.
6. ↑  Баданин В., Худяков Л. Взрыв под водой. // Морской сборник. — 1992. — № 11. — С.40—45.
7. ↑  Курганов, Илья Сергеевич. "С-99", историческая справка. (2008). Дата обращения: 5 января 2008. Архивировано 20 февраля 2012 года.